# Thol-lès-Millières
Thol-lès-Millières là một xã thuộc tỉnh Haute-Marne trong vùng Grand Est đông bắc nước Pháp.